# Sphagoeme lineata
Sphagoeme lineata är en skalbaggsart som beskrevs av Martins 1981. Sphagoeme lineata ingår i släktet Sphagoeme och familjen långhorningar.
Artens utbredningsområde är Surinam. Inga underarter finns listade i Catalogue of Life.